# Moorhouseïta
La moorhouseïta és un mineral de la classe dels sulfats que pertany al grup de l'hexahidrita. Rep el seu nom de Walter Wilson Moorhouse (1913-1969), geòleg canadenc i professor de geologia a la Universitat de Toronto.

## Característiques
La moorhouseïta és un sulfat de fórmula química Co(SO₄)(H₂O)₆. Cristal·litza en el sistema monoclínic. La seva duresa a l'escala de Mohs és 2,5.
Segons la classificació de Nickel-Strunz, la moorhouseïta pertany a «07.CB: Sulfats (selenats, etc.) sense anions addicionals, amb H₂O, amb cations de mida mitjana» juntament amb els següents minerals: dwornikita, gunningita, kieserita, poitevinita, szmikita, szomolnokita, cobaltkieserita, sanderita, bonattita, aplowita, boyleïta, ilesita, rozenita, starkeyita, drobecita, cranswickita, calcantita, jôkokuïta, pentahidrita, sideròtil, bianchita, chvaleticeïta, ferrohexahidrita, hexahidrita, niquelhexahidrita, retgersita, bieberita, boothita, mal·lardita, melanterita, zincmelanterita, alpersita, epsomita, goslarita, morenosita, alunògen, metaalunògen, aluminocoquimbita, coquimbita, paracoquimbita, romboclasa, kornelita, quenstedtita, lausenita, lishizhenita, römerita, ransomita, apjohnita, bilinita, dietrichita, halotriquita, pickeringita, redingtonita, wupatkiïta i meridianiïta.

## Formació i jaciments
Es pot produir com a producte de la deshidratació de la bieberita. Va ser descoberta a la mina de barita Walton, a la localitat homònima del comtat de Hants, a Nova Escòcia, Canadà. També ha estat descrita als Estats Units, a Europa, al Marroc i al Japó.